# Маріо Младеновський
Маріо Младеновський (мак. Марио Младеновски; нар 16 вересня 2000, Скоп'є, Македонія) — північномакедонський футболіст, захисник збірної Македонії.

## Клубна кар'єра
Вихованець клубів з міста рідного Скоп'є «Металург» та «Вардар». На початку 2018 року Маріо потрапив до заявки основної команди червоно-чорних на сезон.
У матчі проти «Сілекса» він дебютував в чемпіонаті Македонії вийшовши в основному складі. У своєму дебютному сезоні Маріо став срібним призером чемпіонату, а через рік повторив це досягнення. У сезоні 2019/20 Малденовский завоював місце в основному складі команди і став з командою чемпіоном країни. В червні 2020 року Младеновський ініціював розірвання контракту з «Вардаром» через регулярну невиплату зарплати, після чого прибув на перегляд в «Динамо» (Київ) за допомогою свого агента Горана Попова, який теж свого часу грав за київський клуб.

## Міжнародна кар'єра
16 листопада 2019 року у відбірковому матчі чемпіонату Європи 2020 року проти збірної Австрії Младеновський дебютував за збірну Північної Македонії, замінивши у другому таймі Джоко Зайкова.

## Титули і досягнення
- Чемпіон Північної Македонії (1):

«Вардар»: 2019-20
- Володар Кубка Північної Македонії (1):

«Македонія Гьорче Петров»: 2021-22